# Anja Tulenheimo-Takki
Anja Irmeli Tulenheimo-Takki, född Tulenheimo den 8 januari 1937 i Åbo, död 14 november 2019 i Helsingfors, var en finländsk jurist.
Tulenheimo-Takki avlade juris kandidatexamen 1961 och blev vicehäradshövding 1964. Hon tjänstgjorde bland annat som föredragande, kanslichef och extraordinarie justitieråd i Högsta domstolen i Finland. Hon blev ledamot av Högsta domstolen och därmed justitieråd den 1 mars 1986. Hon gick i pension 2005.
Tulenheimo-Takki fungerade även som ledamot av laggranskningsrådet 1988–1990, ordförande för fängelsedomstolen 1984–1991, ordförande för en kommission med uppdrag att bereda ny äktenskapslag 1980–1983 samt ordförande för Rådet för brottsförebyggande 1995–2002. Hon var ordförande för den finska lokalstyrelsen för de Nordiska Juristmöten 1992–2005.